# Wilhelm (Baden-Baden)

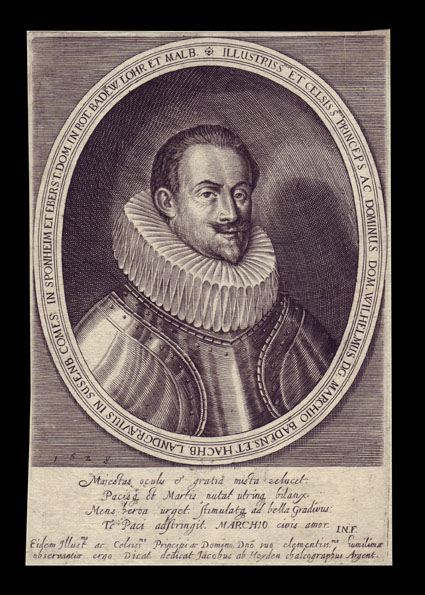
Markgraf Wilhelm um 1628

Markgraf Wilhelm von Baden (* 30. Juli 1593 in Baden-Baden; † 22. Mai 1677 ebenda) war von 1621 bis 1677 Regent der Markgrafschaft Baden-Baden.

## Leben
Wilhelm von Baden ist der älteste Sohn von Markgraf Eduard Fortunat und Maria von Eicken. Er war Geheimrat, Generalfeldmarschall und kaiserlicher Kammerrichter zu Speyer, was ihm beim Volk den Spitznamen Wilhelm der Kammerrichter einbrachte. Er war Träger des Ordens vom Goldenen Vlies. Wilhelm wurde am Hofe seines Vormund Erzherzog Albrecht in Brüssel und in Köln erzogen. Er selbst war der Erzieher seines Enkels und späteren Nachfolgers Ludwig Wilhelm.
Die Regentschaft über seine Ländereien konnte Wilhelm von Baden erst 1622, nach dem Sieg Tillys über Georg Friedrich von Baden-Durlach bei Wimpfen, antreten. Georg Friedrich bzw. dessen Bruder Ernst Friedrich hatten 1594 die Markgrafschaft Baden-Baden unter Berufung auf Verträge des Hauses Baden besetzt (Oberbadische Okkupation).
Wilhelm hatte die Markgrafschaft erhalten, um sie der katholischen Partei zu sichern und bei der Verkündung des Urteils des Reichshofrates versprach er dem Apostolischen Nuntius Carafa, die Markgrafschaft Baden-Baden wieder zur katholischen Kirche zurückzuführen. Bereits auf Ende des Jahres 1622 wurden alle protestantischen Pfarrer entlassen und des Landes verwiesen. Da nicht rasch genügend katholische Pfarrer zur Verfügung standen, nahm Wilhelm Vakanzen in Kauf und viele Gemeinden wurden eine Weile nur durch Wanderpriester betreut. Wilhelm holte die Jesuiten und Kapuziner ins Land, mit deren Hilfe er eine schnelle und kompromisslose Gegenreformation betrieb. So wurden alle Bewohner, die nicht zum katholischen Glauben konvertieren wollten, mit der Landesverweisung bedroht. Mit seiner Kirchen- und Polizeiordnung vom 25. Oktober 1625 griff er rigoros in das Privatleben seiner Untertanen ein. Ende des 17. Jahrhunderts war die Markgrafschaft Baden-Baden daher einer der wenigen weltlichen Reichsstände, in denen ausschließlich die katholische Kirche akzeptiert wurde.

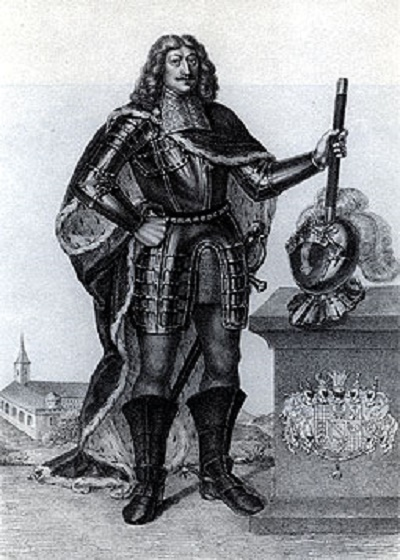
Wilhelm I. von Baden

Während der Regentschaft von Wilhelm, mitten im Dreißigjährigen Krieg, kam es zu den schlimmsten Hexenverfolgungen in Baden. Zwischen 1626 und 1631 wurden 244 Personen, davon der überwiegende Teil Frauen, aus den Ämtern Kuppenheim/Rastatt, Baden-Baden, Steinbach und Bühl der Hexerei angeklagt, von ihnen wurden 231 verurteilt und hingerichtet.
1631 verlor Wilhelm die Regentschaft erneut, diesmal an den schwedischen General Gustaf Graf Horn, und erhielt sie erst durch den Prager Frieden am 30. Mai 1635 zurück. Im Westfälischen Frieden am 24. Oktober 1648 in Münster wurde seine Herrschaft in Baden-Baden endgültig bestätigt. 

## Ehen und Nachkommen
Erste Ehe: Wilhelm I. heiratete am 13. Oktober 1624 Prinzessin Katharina Ursula von Hohenzollern-Hechingen († 2. Juni 1640), die Tochter des Fürsten Johann Georg von Hohenzollern-Hechingen.
- Ferdinand Maximilian (* 23. September 1625 in Baden-Baden; † 4. November 1669 in Heidelberg)
- Leopold Wilhelm (* 16. September 1626; † 1. März 1671 in Baden-Baden), kaiserl. Feldmarschall
- Philipp Siegmund (* 25. August 1627; † 1647), Malteser
- Wilhelm Christoph (* 12. Oktober 1628 in Baden-Baden; † 25. August 1652), Domherr zu Köln
- Hermann (* 12. Oktober 1628 in Baden-Baden; † 2. Oktober 1691), Feldherr in den Türkenkriegen, Prinzipalkommissar
- Bernhard (* 22. Oktober 1629; † 1648/49 in Rom)
- Isabella Eugenie Klara (* 14. November 1630; † 1632)
- Katharina Franziska Henriette (* 19. November 1631; † August 1691 in Besançon), Nonne
- Claudia (* 15. Mai 1633; † jung)
- Henriette (* 12. Juli 1634; † jung)
- Anna (* 12. Juli 1634; † 31. März 1708 in Baden-Baden)
- Maria (1636–1636)
- Franz (1637–1637)
- Maria Juliane (1638–1638)

Zweite Ehe: Wilhelm I. heiratete 1650 Gräfin Maria Magdalena von Oettingen (* 1619; † 31. August 1688), die Tochter des Grafen Ernst von Oettingen-Katzenstein
- Philipp Franz Wilhelm (* 30. April 1652 in Baden-Baden; † 14. Januar 1655)
- Maria Anna Wilhelmine (* 8. September 1655 in Baden-Baden; † 22. August 1701) ⚭ 17. Juli 1680 Fürst Ferdinand August von Lobkowitz
- Karl Bernhard (* 14. Januar 1657 in Baden-Baden; † 6. Juli 1678 in Rheinfelden)
- Eva
- Maria

Siehe auch: Stammliste des Hauses Baden